# すすかび病
すすかび病（すすかびびょう）は、真菌（俗にいうカビ）が気孔から侵入し、発病すると葉の裏面にすす状（ビロード状）の菌叢が生じる植物の病害。

## 概要
すすかび病は、身近なツバキ・アジサイのほか、野菜（トマト・ナス）等において発生する植物の病気である。はじめは、葉裏に淡黄緑色病斑や小斑点が現れ、やがて広がると、葉全体が黄化し萎れて垂れ下がる。2020年8月現在、三十種以上の植物が、すすかび病を発病することが知られている。

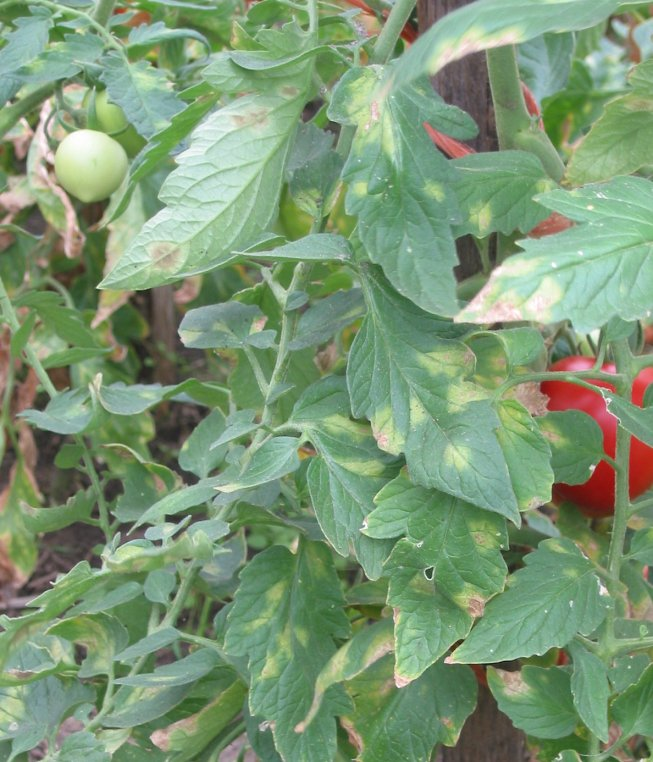
Tomaat bladvlekkenziekte

## 種類
以下では代表的なすすかび病について述べる。
トマトすすかび病（Cercospora leaf mold）
トマトにPseudocercospora fuligenaが侵入することで生じる病害。主に葉に発病し、初期には葉の裏面に不明瞭な淡黄緑色の病斑が現れ、灰褐色粉状のカビがみられるようになる。病勢が進むと病斑も拡大し、形は円形あるいは葉脈に囲まれた不整形病斑となり、色は灰褐色から黒褐色に変化する。葉の表面の病徴は裏面よりも遅れ、不明瞭な淡黄褐色の病斑が出て、カビも生じるが裏面に比べると少ない。葉かび病（Passalora fulvaによる病害）と似ており、すすかび病の場合は葉裏の病斑に黒褐色の平面的なカビが出るのに対し、葉かび病の場合は葉裏の病斑に灰白色の立体的なカビが出るが、肉眼での識別は大変困難とされている。
多湿の環境で発病しやすく、密植、過繁茂、換気不十分の施設栽培で発生しやすい。病原菌の生育適温は27℃付近。
ナスすすかび病（Leaf mold）
ナスにMycovellosiella nattrassiiが侵入することで生じる病害。発生時期は2月～5月。病原菌の生育適温は25℃前後。初期には葉の裏面に白色のカビ（子実体）が斑点となって現れる。進展すると淡褐色や灰褐色のすす状物で覆われるようになり、さらに進展すると黒褐色のビロード状の隆起した病斑が現れる。葉の表裏で病斑が異なるのも特徴で、表面では黄色や褐色の斑点が現れ、進行すると葉の表面にも退色がみられる。病斑が多数生じるようになると全体が黄化退色して葉柄の基部から葉が脱落するようになる。果実や茎には発生しないが、早期落葉により草勢が衰えて収量や品質の低下を招く。すす斑病（Pseudocercospora fuligenaによる病害）と似ており、すす斑病の場合は初期に生じる小斑点が黄色であることや、葉表の病斑の黄色味が強いところが異なるが、判別はやや難しいとされている。